# Hans Bjørnstad
Hans Bjørnstad, född 18 mars 1928 i Lier, död 24 maj 2007, var en norsk backhoppare. Han tävlade för SB Drafn.

## Karriär
Hans Bjørnstad hade tidigt stora framgångar i hoppbacken, med goda placeringar i Drafnkollen, Skuibacken och Holmenkollen. 1949 blev han utvald att få träna med norska A-laget i Skuibacken, och blev utvald som sjunde och sista man att ingå i backhoppingstruppen som skulle representera Norge under kommande Världsmästerskapen 1950 i Lake Placid. Bjørnstad visade upp utmärkta takter under träning i OS-backen från 1932. Han fick starta i VM-tävlingen och vann, något överraskande, före svensken Thure Lundgren och Arnfinn Bergmann, Norge, som tog bronset. Bjørnstad hade de två längsta hoppen i tävlingen (68 och 68,5 meter) och vann 6 poäng före Lundgren och 6,9 poäng före Bergmann. Samma år tog Bjørnstad en silvermedalj i norska mästerskapen och blev tvåa i Holmenkollen.
Bjørnstad fortsatte med backhoppning på 1950-talet, men nådde aldrig samma höjder som säsongen 1949/1950. Han utvecklade dock en egen satsteknik som många i världseliten senare kopierade. Det längsta backhoppet i sin karriär gjorde han i Oberstdorf 1952 då han hoppade 127 meter.